# NGC 4899
NGC 4899 ist eine Balken-Spiralgalaxie vom Hubble-Typ SBc im Sternbild Jungfrau auf der Ekliptik. Sie ist schätzungsweise 114 Millionen Lichtjahre von der Milchstraße entfernt und hat einen Durchmesser von etwa 90.000 Lj. Gemeinsam mit NGC 4897 und NGC 4902 bildet sie die kleine Galaxiengruppe LGG 321.

Im selben Himmelsareal befinden sich u. a. die Galaxien NGC 4862, NGC 4863, NGC 4897, NGC 4902.
Das Objekt wurde am 8. Februar 1785 von Wilhelm Herschel mit einem 18,7-Zoll-Spiegelteleskop entdeckt, der sie dabei mit „pF, cL“ beschrieb.